# Agneza Francuska, vojvotkinja Burgundije
Agneza (Agnès; oko 1260. – 19. prosinca 1327.) bila je francuska princeza i burgundska vojvotkinja. Njezini su roditelji bili kralj Luj IX. i Margareta Provansalska. Agneza je bila Lujeva najmlađa kći te sestra kralja Filipa III. Smjelog.
Agnezin je suprug bio Robert II., burgundski vojvoda. Par se vjenčao 1279. godine i dobio osmero djece. Nakon Robertove smrti, Agneza je postala regent sinu Hugu V. Burgundskom.
Djeca vojvode Roberta i kraljevne Agneze:
- Hugo V., burgundski vojvoda
- Blanka Burgundska, savojska grofica
- Margareta, supruga kralja Luja X. Francuskog
- Ivana Hroma, supruga Filipa VI. Francuskog
- Odo IV., burgundski vojvoda
- Luj, kralj Soluna
- Marija
- Robert, grof Tonnerrea